# Хосе Мигел Гомес
Хосе Мигел Гомес (на испански: José Miguel Gómez) е кубински революционер и политик. Президент на Куба от 1909 г. до 1913 г.

## Биография
На Конституционната конвенция Гомес е един от гласувалите в подкрепа на приемането на поправката на Плат. Роден е в Санкти Спиритус в бившата провинция Санта Клара. През 1905 г. Гомес планира да се кандидатира за президент с Алфредо Саяс от името на либералите. Насилието попречва на либералите да спечелят много гласове на изборите, и така Гомес отпада от надпреварата.
Гомес и Саяс започват да разделят Либералната партия. Силното представяне на консерваторите срещу разделените либерали ги убеждава да се съберат отново.

## Управление
Гомес и Саяс печелят изборите през 1908 г. като кандидати от Либералната партия. Той е много харесван и също е смятан за мил президент в очите на хората. Въпреки това политическата корупция процъфтява по време на неговото президентство и се случват няколко големи скандала.
По време на неговото президентство правителството също започва да финансира вестници, като ги повлиява на проправителствени позиции. На 9 септември 1909 г. президентът Гомес подписва указ за създаване на Кубинската телефонна компания, базирана в САЩ компания, която има силно доминиращ контрол върху телекомуникационния пазар на Куба по това време и за много години в бъдеще. Той си печели прякора „Тибурон“ (буквално „Акулата“) във връзка с факта, че споделя и раздава много обществени длъжности и постове на приятели и роднини.
Според американския консул през 1911 г. състоянието на гражданите на САЩ, пребиваващи в Куба се оценява на 205 милиона долара (в щатски долари от 1911 г.). Президентът Гомес също трябва да се сблъска с остри вълнения и протести на различни асоциации или организации на ветераните от войната за независимост на Куба. Част от агитацията произтича от ветераните, които протестират срещу заемането на публични или граждански длъжности от кубинци или испанци, които са защитавали или „носили оръжие за испанската кауза“ по време на Войната за независимост на Куба.
През 1912 г. конфликтът между афро-кубинските бунтовници и въоръжените сили на Куба се състои главно в източния регион на острова, където са повечето афро-кубинци. След клане над афро-кубинци от кубинската армия и намесата на американската армия, бунтът е прекратен за няколко седмици.
На 18 юни 1912 г. президентът Гомес издава указ, предоставящ привилегия/право на горското стопанство на Compania de Agricultura de Zapata, което постановление съответства на голямото блато Сапата в южен Матансас. Американският посланик на Куба по това време, Артър Бюпре вдига шум около това и правителството на САЩ изпраща нота до кубинското правителство, неодобряваща подобен указ. Седмици по-късно, на 13 август 1912 г., президентът Гомес отменя указа си.
Под неговото управление Гомес насърчава развитието на флота. Произведен е крайцерът „Куба“ и корабът „Патрия“, наред с други е пуснат в експлоатация.
По време на своето управление Гомес и/или кубинският Конгрес по това време предприемат различни действия, които включват: (1) установяване на дипломатически представителства в Чили, Аржентина, Бразилия, Уругвай, Норвегия, Германия и Холандия, (2) легализиране на бой с петли, (3) създаването на Националната лотария, която е голям източник на държавни приходи, (4) основаването на Banco Territorial de Cuba, (5) началото на фармацевтичната регулация, (6) създаването на множество общини в целия остров. Вероятно едно от най-големите му постижения е да не търси преизбиране по време на общите избори в Куба през 1912 г.

## Последни години
След силно оспорваните и предполагаеми фалшифицирани общи избори в Куба през 1916 г., Гомес се вдига на бунт срещу президента Менокал през 1917 г. Бунтът е потушен и Гомес е заловен и поставен под домашен арест. Гомес е освободен по силата на законопроект за амнистия през март 1918 г. Той се кандидатира за президент неуспешно по време на общите избори в Куба през 1920 г. След поражението си той търси съдействието на САЩ и се среща директно с американския държавен секретар Чарлз Еванс Хюз на 16 април 1921 г. във Вашингтон в опит да потърси „справедливост“ или нови избори или друга мярка, която би помогнала на неговата кауза. САЩ не желаят да се подчинят на неговите искания и приемат резултатите от общите избори в Куба през 1920 г. за валидни.
По-късно Гомес заминава в изгнание в Съединените щати. Той умира в Ню Йорк на 63-годишна възраст през 1921 г. Останките му са върнати обратно в Куба за погребение в гробището Колон, Хавана.

## Личен живот
През 1907 г. Хосе Лопес Родригес (баща на Хосе Антонио Лопес Серано) финансира предизборната кампания, която издига Гомес до президентството на Републиката.
Херардо Мачадо е приятел на Гомес и няколко години по-късно става президент на Куба.
Гомес е женен за Америка Ариас, филантроп, поддръжник на кубинската независимост и втората първа дама на Куба. Техният син, Мигел Мариано Гомес е шестият президент на Куба.